# Crasiella oceanica
Crasiella oceanica är en djurart som tillhör fylumet bukhårsdjur, och som beskrevs av Jean-Loup d'Hondt 1974. Crasiella oceanica ingår i släktet Crasiella och familjen Planodasyidae. Inga underarter finns listade i Catalogue of Life.